# Elegia
L'elegia és un tipus de poema líric destinat a lamentar-se per una pèrdua que pot ser la mort d'algú estimat, el pas del temps des d'una etapa feliç, la constatació de la vellesa o el mal o la desaparició de qualsevol idea positiva. La mètrica clàssica alterna pentàmetres i hexàmetres en dístics.

## Història
El terme grec ἐλεγείᾱ (elegeíā), de ἔλεγος, greco-llatí élegos, 'lament', es referia originalment a qualsevol vers escrit en coples elegíaques i que cobreixen un ampli ventall de temes (mort, amor, guerra). El terme també incloïa epitafis, cançons tristes i de lament, i versos commemoratius.
Sorgida a la Jònia asiàtica, l'elegia tenia temàtica i característiques diverses (guerrera, amorosa o fúnebre), les quals es mantingueren en passar al Peloponès (s. VI aC). La conrearen Tirteu, Mimnerm i altres, i d'una manera connatural hi apareixia l'element miticonarratiu o el gnòmic.
L'elegia de la literatura romana antiga era més sovint de naturalesa eròtica o mitològica. A causa del seu potencial estructural d'efectes retòrics, la cobla elegíaca també va ser utilitzada pels poetes grecs i romans per a temes enginyosos, humorístics i satírics.
A part dels epitafis, exemples d'elegia antiga com a poema de dol inclouen el de Catul Carmen, sobre el seu germà mort, i elegies de Properci sobre la mort de la mestressa Cynthia i una matriarca de la prominent família Corneliana. Ovidi va escriure elegies lamentant l'el seu exili, que va comparar amb una mort.
En els poetes romans (Tibul, Properci i Ovidi) prevalgué el to fúnebre i el nostàlgic; hom hi troba també exemples d'elegies patriòtiques o gnòmiques. Cal tenir en compte, però, que tant grecs (Safo, Cal·límac) com romans (Catul, Ovidi) van emprar l'elegia i el dístic com a vehicle de la poesia amorosa.
En l'època medieval aquestes característiques temàtiques es mantingueren, però hom prescindí de la uniformitat mètrica (Boccaccio —Elegia di Madonna Fiammetta, lament amorós en prosa— i Petrarca), que fou recuperada, tanmateix, durant el Renaixement (Garcilaso de la Vega), època en què hom troba elegies en llatí i en llengües modernes.
Als segles xvi i xvii el metre es diversificà novament, i al s. XVIII hom adaptà la mètrica clàssica a les diverses llengües modernes en què fou conreat el gènere (Klopstock, Goethe, Hölderlin i Coleridge). Amb el romanticisme el to elegíac i el líric en general arribaren a confondre's.
Al segle xx ha estat conreada —sobretot per part dels modernistes— l'elegia amorosa (Juan Ramón Jiménez, D'Annunzio) i l'elegia fúnebre (Miguel Hernández). Sobre el text d'una elegia alguns compositors (Händel, Purcell, etc.) escriviren música, i hom ha designat llurs composicions amb el nom d'elegia, el qual ha estat posteriorment aplicat a composicions musicals sense text, com la de Fauré per a violoncel i piano (opus 24) o la d'Elgar per a orquestra de corda (opus 58).

## Països Catalans
Als Països Catalans, el gènere elegíac es desenvolupà durant l'edat mitjana sota les denominacions de plany, complanta o lamentació (Guillem de Berguedà al segle xii, Guillem de Cervera al segle xiii, Gabriel Ferrús al segle XIV). Els anomenats planys de la Verge, els més importants dels quals són els de Ramon Llull (finals del segle xiii), tingueren una gran difusió fins al segle xv.
L'elegia clàssica, determinada per la forma mètrica i no pel contingut, s'introduí a Catalunya a la fi del segle xiv gràcies a la traducció de les Heroïdes d'Ovidi per Guillem Nicolau. Tanmateix, malgrat la progressiva influència dels clàssics, hom continuà conreant els planys d'estil medieval (Complants a la lamentable presa de Constantinoble, 1454).
En la literatura moderna, cal destacar les Elegies de Joan Alcover, incloses en Cap al tard (1909) —en general, moltes composicions dels autors de l'Escola Mallorquina presenten un acusat to elegíac—, l'Elegia (1925), de Josep M. López-Picó, i, sobretot, les Elegies de Bierville (1942), de Carles Riba.